# Muhammad von Ghur

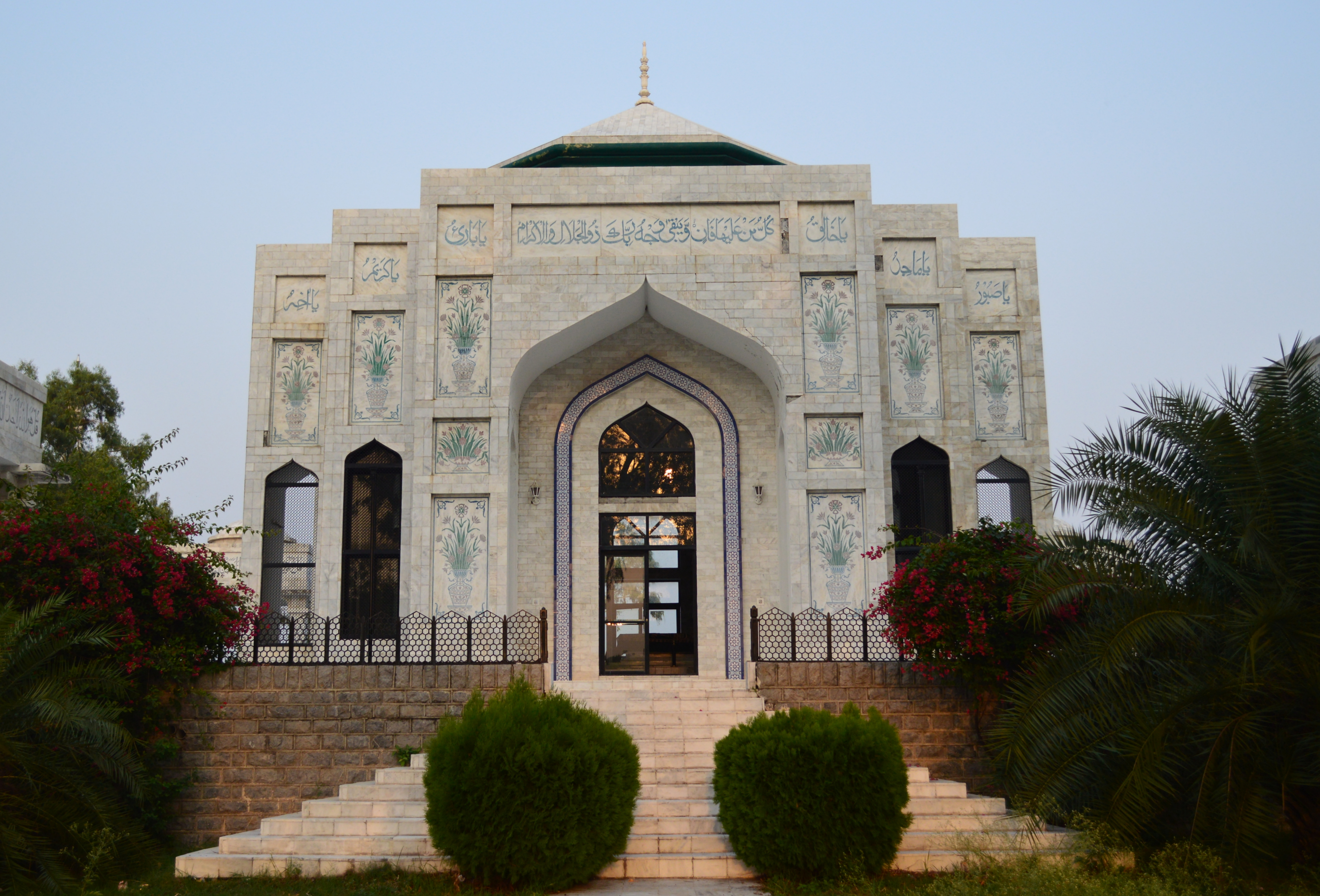
Das Mausoleum, das 1994–1995 um das Grab Muhammads von Ghur erbaut wurde

Muhammad von Ghor oder mit vollem Namen Mu'izz ad-Din Muhammad Ghori (معز الدین محمد غوری); (* 1149 in Ghor; † 15. März 1206 bei Jhelum) war zusammen mit seinem älteren Bruder Ghiyath al-Din Muhammad Herrscher (König) über das Ghuridenreich ab 1179. Beide Brüder waren die Staatsgründer und die einzigen Herrscher dieses Reiches. Das Reich von Ghor, auch das Ghuridenreich genannt, wurde durch eine Mongolenrazzia 1205 bei Jhelam vernichtet. Den Ghors, auch Ghuriden genannt, folgte um 1210 das Reich von Delhi, auch das Sultanat Delhi genannt. Der Staatsgründer des Reiches von Delhi war ein ehemaliger General der Ghors (Ghuriden), Aibak.

## Biografie

### Frühe Jahre
Muhammad von Ghur wurde im Jahr 1149 als Sohn von Baha al-Din Sam I. in Ghor, Afghanistan, geboren; sein älterer Bruder war Ghiyath al-Din Muhammad. Im Jahr 1163 unterstützten die Fürsten der Region die Machtübernahme von Ghiyath al-Din Muhammad, der seinem jüngeren Bruder jedoch Teile des damals noch vergleichsweise kleinen Reichsgebiets abtrat. In den ersten Jahren sahen sich die Brüder mit mehreren Usurpatoren konfrontiert, denen sie gemeinsam erfolgreich entgegentreten konnten. Im Jahr 1173 eroberten sie die Stadt Ghazni, zu deren neuem Herrscher Muhammad ausgerufen wurde. In der Folgezeit übernahm Ghiyath al-Din die Eroberung Persiens, während sich Muhammad dem Norden Indiens zuwandte.

### Eroberung Indiens
Im Jahr 1175 eroberte Muhammad die Stadt Multan und im Jahr 1181 Lahore; zwischenzeitlich erlitt er jedoch eine Niederlage auf einem Feldzug nach Gujarat (1178). Im Jahr 1191 unterlag er dem Chauhan-Fürsten Prithviraj III. bei Tarain in der Nähe von Delhi, doch zwei Jahre später konnte er ihn am selben Ort vernichtend schlagen. Daraufhin zerstörte er die Stadt Ajmer, die Hauptstadt des Chauhan-Reiches, und ließ große Teile der Bevölkerung niedermetzeln; der Weg nach Nordindien war somit frei.
In den Jahren um 1200 setzten die beiden Brüder ihre Eroberungskampagnen nach Westen bzw. nach Osten fort. Muhammad bzw. seiner Armee gelang sogar die vorübergehende Eroberung Bengalens, doch starb sein Bruder im Jahr 1202 bei Herat im Westen Afghanistans. Die Fürsten von Ghur bestimmten daraufhin Muhammad zum Alleinherrscher. Im Jahr 1206 übertrug der kinderlose Muhammad die Ausübung der Macht an seinen türkischen Sklaven Qutb-ud-Din Aibak, der wenige Monate später – nach der Ermordung Muhammads bei Jhelum durch Aufständische – zum Begründer der sogenannten Sklavendynastie und des Sultanats von Delhi wurde.

## Mausoleum
Bis in die 1990er Jahre war die Grabstätte Muhammads von Ghor relativ einfach gestaltet. Das Gelände der Grabstätte wurde von dem pensionierten pakistanischen Armeegeneral Nawabzada Sher Ali Khan Pataudi, der sich auch hier bestatten ließ, erworben, und 1994–1995 wurde auf Initiative und auf Kosten des pakistanischen Nuklearphysikers Abdul Kadir Khan ein Mausoleum um das Grab erbaut. Auch die Gräber der drei Leibwächter Muhammads von Ghor, die zusammen mit ihm ermordet wurden, wurden in das Mausoleum transferiert. Das Mausoleum ist heute Eigentum der Archäologiebehörde der pakistanischen Provinz Punjab.